# آذرمارکا

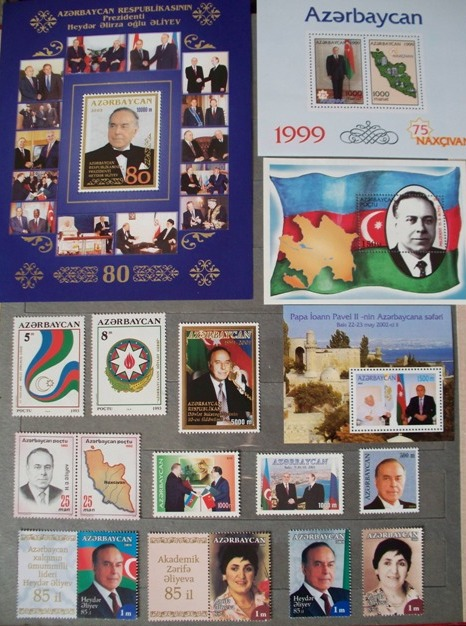
تمبرهای قطعی و یادبود چهره های برجسته آذربایجان تولید آذرمارکا.

آذرمارکا (ترکی آذربایجانی: Azərmarka) شرکت خدمات پست آذربایجانی است، که در سال ۱۹۹۱ تأسیس شد. مسئولیت تولید و فروش تمبرهای پستی آذربایجان را بر عهده دارد.
نباید با اداره پست آذربایجان، آذرپست که یک سازمان جداگانه است، اشتباه گرفت.